# Апатија (Лудбрег)
Апатија је насељено место у саставу града Лудбрега у Вараждинској жупанији, Хрватска. До територијалне реорганизације у Хрватској налазила се у саставу старе општине Лудбрег.

## Становништво
На попису становништва 2011. године, Апатија је имала 250 становника.

## Попис1991.
На попису становништва 1991. године, насељено место Апатија је имало 329 становника, следећег националног састава:
| Попис 1991.‍ | Попис 1991.‍ | Попис 1991.‍ | Попис 1991.‍ | Попис 1991.‍ |
| ----------- | ----------- | ----------- | ----------- | ----------- |
|             |             |             |             |             |
| Хрвати      | Хрвати      |             | 328         | 99,69%      |
| Срби        | Срби        |             | 1           | 0,30%       |
| укупно: 329 |             |             |             |             |